# Smodna, Cosău
Smodna (în ucraineană Смодна) este o comună în raionul Cosău, regiunea Ivano-Frankivsk, Ucraina, formată numai din satul de reședință.

## Demografie
Componența lingvistică a comunei Smodna
     Ucraineană (99,62%)
     Alte limbi (0,32%)
Conform recensământului din 2001, majoritatea populației comunei Smodna era vorbitoare de ucraineană (99,62%), existând în minoritate și vorbitori de alte limbi.